# The Visitor
Pour les articles homonymes, voir The Visitor (homonymie).
Cet article concerne le film. Pour la série télévisée, voir Le Visiteur (série télévisée).
Pour plus de détails, voir Fiche technique et Distribution.
The visitor, ou De passage au Québec, est un film américain réalisé en 2007 par Thomas McCarthy. Saluée par la critique, cette comédie dramatique sur l'immigration irrégulière a remporté le grand prix du Festival du cinéma américain de Deauville de 2008.

## Synopsis
Walter Vale a une situation stable, vivant au Connecticut il est enseignant, doublé d'un
auteur. Mais Walter Vale n'écrit plus, il récite le même cours depuis 20 ans ; il a une
vie monotone camouflée derrière un travail inexistant et une tentative désespérée 
d'accéder à la musique. Il est seul et s'est fermé aux autres. C'est alors qu'il se voit
obligé de mener une conférence à New York, là bas dans son appartement il n'est pas seul.
« Le visiteur » comme le laisse entendre le titre se voit incarné par un couple de squatteurs,
c'est cette rencontre inattendue entre une stabilité morose et une précarité pleine de vie
qui va alors tout chambouler. Le choc de deux mondes offre une vie mouvementée mais pas 
toujours simple. Ce film transporte avec lui la valeur du partage, l'enrichissement par 
l'ouverture aux autres qui mène un homme du piano au djembé. Walter passe alors de
l'enseignement sur le « tiers-monde » à la réalité du problème d'immigration, ici encore le
bonheur n'a pas de nationalité.
Walter Vale est professeur dans une université du Connecticut. Il va dans son appartement de New York où il se rend très rarement, pour participer à une conférence. Mais il découvre que des personnes se sont introduites chez lui. Tarek et Zainab sont tout de même accueillis par Walter, mais leur vie bascule lorsque Tarek, d'origine syrienne, est arrêté par la police.
Une histoire qui dénonce le système d'accueil en Amérique depuis le 11 septembre, relatée avec humanisme et compassion, humour et tendresse.

## Fiche technique
- Titre : The Visitor
- Réalisation : Thomas McCarthy
- Scénario : Thomas McCarthy
- Musique : Jan A.P. Kaczmarek
- Direction artistique : Len Clayton
- Photographie : Oliver Bokelberg
- Son : Marko A. Costanzo
- Montage : Tom McArdle (en)
- Production : Michael London et Mary Jane Skalski (en)
- Sociétés de production : Overture Films, Groundswell Productions, Participant Productions
- Sociétés de distribution : TFM Distribution (France) ; Overture Films (USA)
- Pays d'origine :  États-Unis
- Langue : anglais
- Format : couleurs - 1,85:1 - 35 mm
- Genre : comédie dramatique
- Durée : 104 minutes
- Dates de sortie : 29 octobre 2008 (en France)

## Distribution
- Richard Jenkins (VQ : Jean-Marie Moncelet) : Walter Vale, veuf sexagénaire
- Hiam Abbass (VQ : Claudine Chatel) : Mouna Khalil, la mère de Tarek, Syrienne
- Haaz Sleiman (VQ : Karim Babin) : Tarek Khalil, jeune Syrien talentueux joueur de djembé
- Danai Gurira (VQ : Catherine Hamann) : Zainab, la petite amie sénégalaise de Tarek
- Michael Cumpsty (VQ : Alain Zouvi) : Charles, le collègue de Walter
- Marian Seldes (VQ : Arlette Sanders) : Barbara, la prof de piano
- Amir Arison : maitre Shah, l'avocat
- Maggie Moore : Karen
- Bill McHenry : Darin
- Richard Kind (VQ : Jacques Lavallée) : Jacob
- Tzahi Moskovitz : Zev, le voisin de stand israélien de Zineb
- Neal Lerner : Martin Revere

## Distinctions
The Visitor a remporté le grand prix du Festival du cinéma américain de Deauville 2008, dont le jury était présidé par Carole Bouquet. Le film fait également partie de la sélection officielle au Festival de Sundance 2008.
Richard Jenkins est nommé pour l'Oscar du meilleur acteur à la 81e Cérémonie des Oscars qui eut lieu le 22 février 2009.